# Инвестиционная теория партийной конкуренции
Инвестиционная теория партийной конкуренции — политическая теория, разработанная Томасом Фергюсоном, почётным профессором политологии в Массачусетского университета в Бостоне. Основной фокусом теории является идея о том, что бизнес-элита, а не избиратели, играет ведущую роль в политических системах. 
Суть теории заключается в том, что обычные граждане не могут получить информацию, необходимую для инвестирования в политические партии, поэтому в политической системе будут доминировать те, у кого есть доступ к этой информации. Теория инвестиций утверждает, что на выборах необходимо анализировать блоки инвесторов, у которых есть веская и понятная причина для инвестирования в контроль над государством, а кандидаты, соответственно, представляют интересы этих инвесторов. Также теория инвестиций предсказывает, что политические партии в ряде случаев будут стараться изменить мнение общественности в пользу блока инвесторов. Теория не отрицает возможности появления в избирательной системе в качестве инвесторов и основных масс избирателей, но уточняет, что для этого необходимы определённые условия. Фергюсон объясняет, что голосующее население порой выбирает тех кандидатов, чья программа противоречит интересам масс, не из невежества или недобросовестности, а из-за недостатка информации или невозможности доступа к ней. Простые люди получают преимущественно ту информацию, которую субсидируют состоятельные инвесторы.